# Municipio de Competine
El municipio de Competine (en inglés: Competine Township) es un municipio ubicado en el condado de Wapello en el estado estadounidense de Iowa. En el año 2010 tenía una población de 254 habitantes y una densidad poblacional de 2,71 personas por km².

## Geografía
El municipio de Competine se encuentra ubicado en las coordenadas 41°7′9″N 92°14′16″O / 41.11917, -92.23778. Según la Oficina del Censo de los Estados Unidos, el municipio tiene una superficie total de 93.7 km², de la cual 93,7 km² corresponden a tierra firme y (0 %) 0 km² es agua.

## Demografía
Según el censo de 2010, había 254 personas residiendo en el municipio de Competine. La densidad de población era de 2,71 hab./km². De los 254 habitantes, el municipio de Competine estaba compuesto por el 100 % blancos. Del total de la población el 0,39 % eran hispanos o latinos de cualquier raza.